# Tadao Ishihata
Tadao Ishihata (jap. 石幡 忠雄 Ishihata Tadao;  * 6. Oktober 1941 in Nikkō) ist ein ehemaliger japanischer Eisschnellläufer.
Ishihata wurde viermal japanischer Meister im Großen Vierkampf (1962, 1965, 1968, 1969) und trat international erstmals bei der Mehrkampfweltmeisterschaft 1963 in Karuizawa in Erscheinung, wo er den 38. Platz im Großen Vierkampf errang. In den folgenden Jahren belegte er bei der Mehrkampfweltmeisterschaft 1967 in Oslo den 32. Platz im Großen Vierkampf und bei den Olympischen Winterspielen 1968 in Grenoble den 30. Platz über 1500 m sowie den 22. Rang über 5000 m. Letztmals international startete er bei der Mehrkampfweltmeisterschaft 1968 in Göteborg, wo er den 25. Platz im Großen Vierkampf errang.

## Persönliche Bestzeiten
| Disziplin | Zeit        | Datum             | Ort             |
| --------- | ----------- | ----------------- | --------------- |
| 500 m     | 41,2 s      | 28. Januar 1968   | Inzell          |
| 1000 m    | 1:30,6 min  | 27. Februar 1962  | Fujikawaguchiko |
| 1500 m    | 2:10,1 min  | 25. Februar 1967  | Inzell          |
| 3000 m    | 4:33,7 min  | 25. Februar 1967  | Inzell          |
| 5000 m    | 7:45,4 min  | 15. Dezember 1967 | Tomakomai       |
| 10.000 m  | 16:06,5 min | 2. März 1968      | Karuizawa       |